# Alignement des Bruyères
L’alignement des Bruyères se compose de trois menhirs alignés situés sur la commune des Baux-Sainte-Croix dans le département de l’Eure en France. La rareté de ce type de mégalithes en Normandie en fait un monument exceptionnel.

## Localisation
Ces menhirs sont situés au milieu d’un bois au sud de la commune des Baux-Sainte-Croix. Deux dolmens se trouvent à proximité, le Dolmen de l'Hôtel-Dieu et la Pierre courcoulée sur la commune des Ventes.

## Description
Le sous-sol autour des menhirs est formé d’un mélange d’argile à silex et de sables stampiens. Ces derniers renferment souvent de gros galets marins, parfois agglutinés en poudingue. L’abondance de cette roche sur place explique qu’elle a servi pour la construction de ces mégalithes comme pour celle des dolmens à proximité.
Les trois menhirs sont orientés suivant un axe nord-ouest sud-est dont la déviation par rapport au nord magnétique est de 24°. Le bloc situé le plus au nord a une hauteur visible de 1,50 m. Sa base, de forme rectangulaire, mesure 2,40 m de long sur 1 m de large. Le deuxième bloc, situé à 16,50 m du premier est plus haut puisque sa hauteur visible est de 1,70 m. Sa base, en forme de losange, mesure 2,20 m sur 1,30 m. À 8,80 m de distance, on trouve le troisième bloc qui est maintenant renversé. Il se présente sous la forme d’une grande dalle de 2,90 m de long sur 2,40 m de large et 0,85 m d’épaisseur. Son extrémité nord-ouest est encore enfoncée dans le sol tandis que la partie sud-est émerge à 1,45 m au-dessus du sol. 

## Historique
Cet alignement a été découvert en juillet 1939 par Maurice Marais, alors qu’il était inconnu de la population locale. Des premières fouilles réalisées à ce moment ont révélé la présence de pierres de calage tout autour du menhir central, formant une sorte de couronne.
Une autre campagne de fouilles est entreprise du 15 au 18 mai 1969. Un premier sondage à la recherche de menhir enterré n’a donné aucun résultat. Des fouilles au pied du menhir situé au sud ont révélé la présence d’un gros bloc de poudingue de 55 cm x 45 cm x 30 cm enfoui horizontalement et servant de cale du côté sud. Ce sondage a également permis de vérifier que le menhir s’enfonçait de 45 cm dans le sol. Le troisième sondage réalisé au pied du menhir au nord a confirmé la complexité du système de calage qui avait été déjà révélé en 1939. La pierre présentant une large échancrure à sa base, de nombreux blocs de calage ont été utilisés du côté nord qui n’était enterré que de 50 cm. Le côté sud, profond de 80 cm, n’est soutenu que par un faible nombre de pierres.
Aucun vestige permettant de dater cet ensemble n’a été retrouvé. Trois esquilles de silex enfouies à proximité de l’ensemble sont les seules traces laissées par les bâtisseurs. Les fouilles ont toutefois permis de confirmer l’origine humaine de cet alignement, ce qui en fait un monument exceptionnel, la Normandie ne comptant qu’un seul autre alignement, celui de la Plumaudière à Montchauvet dans le département du Calvados. C’est ce qui explique qu’il soit classé au titre des monuments historiques par arrêté du 23 juillet 1975.

### Articles
- Eugène Bonifay, « Information archéologique. Circonscription de Haute et Basse Normandie », Gallia Préhistoire, vol. 10, no 2,‎ 1967, p. 319 (lire en ligne)
- Jean Dastugue, « Information archéologique. Circonscription de Haute et Basse Normandie », Gallia Préhistoire, vol. 14, no 2,‎ 1971, p. 333 (lire en ligne)
- Maurice Marais, « Identification d’une ligne de trois menhirs aux Baux-Sainte-Croix (Eure) », Bulletin de la Société normande d’études préhistoriques, vol. 35, no 2,‎ 1950, p. 34
- Maurice Marais et Guy Verron, « L’alignement des Bruyères (Commune des Baux-Sainte-Croix (Eure) », Nouvelles de l’Eure, no 56,‎ 1975, p. 41-43